# James Fulton (homme politique canadien)
Pour les articles homonymes, voir James Fulton et Fulton.
James Ross "Jim" Fulton (22 janvier 1950-21 décembre 2008) est un homme politique canadien de la Colombie-Britannique. Il est député fédéral néo-démocrate de la circonscription britanno-colombienne de Skeena de 1979 à 1993.

## Biographie
Né à Edmonton en Alberta, Fulton étudie à l'Université Simon Fraser et travaille ensuite comme agent de probation.
Élu en 1979, il est réélu en 1980, 1984 et en 1988. Pendant ses mandats, il est critique en matière de Petites entreprises (1979), en matière d'Environnements et en matière de Relations avec les Autochtones.
S'impliquant dans plusieurs organismes de protection environnementale et de la faune, il est entre autres directeur exécutif de la Fondation David Suzuki après avoir quitté la politique.
Fulton meurt à Vancouver d'un cancer du colon en décembre 2008.

## Archives
Le fonds d'archives James Ross Fulton est disponible à Bibliothèque et Archives Canada sous le numéro de référence R5284.